# Yanjing Beer
Yanjing Beer (燕京啤酒 Yànjīng Píjiǔ) er det engelske navn på et ølmærke og bryggeri i distriktet Shunyi i Beijing i Kina. Det anses som Folkerepublikken Kinas «nationale bryggeri» og det eksporteres til en række land.
Øllet blev brygget for første gang i 1980 og er en af hovedsponsorene for Sommer-OL 2008 i Beijing. Navnet kommer fra et tidligere navn for Beijing, det som var i brug fra 200-tallet til 400-tallet før Kristus. 
Bryggeriområdet er (2008) på over 2 220 000 m². Bryggeriet har 20 000 ansatte og er Kinas største. Teknologien er tysk, og der importeres korn fra Canada og Australien på en årsproduktion på over fire millioner ton øl.